# Mantispa lobata
Mantispa lobata is een insect uit de familie van de Mantispidae, die tot de orde netvleugeligen (Neuroptera) behoort. 
Mantispa lobata is voor het eerst wetenschappelijk beschreven door Navás in 1912.